# Ивашка (село)
Ивашка (коряк. Миваннын) — село в Карагинском районе Камчатского края России. 
Образует муниципальное образование село Ивашка со статусом сельского поселения как единственный населённый пункт в его составе.

## Топоним
Село названо по реке, в свою очередь гидроним восходит к русск. Иван. На корякском языке именуется Миванным — предположительно «сумеречное место».

## История
В 50-е годы XVIII века казаками был построен на реке Ивашка острог, который назвался Ивашкинский. Острог занимал выгодное географическое положение, находясь на путях, соединявших западный и восточный берега полуострова. Впоследствии на берегу реки Ивашка возникло одноимённое село Ивашка.
В 1897 году в селе проживало 37 человек. В 1921 году была построена школа.
Официальной датой основания села принято считать 15 октября 1922 года. Оседлое население занималось морским промыслом. 3D панорама села Ивашка Архивная копия от 22 декабря 2015 на Wayback Machine
В 1960-х гг. в Ивашке был создан колхоз им. Бекерева, на базе которого был построен крупный рыбоперерабатывающий завод.
Статус и границы сельского поселения установлены Законом Корякского автономного округа от 2 декабря 2004 года № 365-ОЗ «О наделении статусом и определении административных центров муниципальных образований Корякского автономного округа».

## Население
| 1926 | 2002  | 2008 | 2010 | 2012 | 2013 | 2014 |
| ---- | ----- | ---- | ---- | ---- | ---- | ---- |
| 98   | ↗1149 | ↘910 | ↘668 | ↘665 | ↘635 | ↘598 |
| 2015 | 2016  | 2017 | 2018 | 2019 | 2020 | 2021 |
| ↘572 | ↘554  | ↘551 | ↘545 | ↘531 | ↗549 | ↗626 |

## Уличная сеть
- Береговая ул.
- Больничный пер.
- Левченко ул.
- Лиманный пер.
- Молдавский пер.
- Морская ул.
- Набережная ул.
- Пограничная ул.
- Речная ул.
- Сельхозучасток ул.
- Солнечная ул.
- Строительная ул.
- Черемушки ул.
- Школьная ул.
- Юрьева ул.